# Hoàng Minh Tuấn
Hoàng Minh Tuấn (sinh ngày 26 tháng 8 năm 1995 tại tỉnh Thái Bình) là một cầu thủ bóng đá người Việt Nam hiện đang thi đấu ở vị trí tiền đạo cho câu lạc bộ Nam Định tại V.League 1.

## Danh hiệu
Thép Xanh Nam Định
- V.League 1: 2023–24